# CINEX
CINEX（シネックス）は、岐阜県岐阜市の柳ヶ瀬地区にある映画館。スクリーン数は3スクリーン（2020年までは4スクリーン）で、尚且つ上映作品などの傾向からミニシアターに近いが、シネマコンプレックスを自称している。
岐阜タカシマヤの東側向かいに位置し、ぎふアジア映画祭の会場になることもある。

## 歴史・概要
1956年6月22日、東宝系封切館「岐阜東宝」と松竹系封切の「岐阜松竹地下劇場」（初期は「岐阜地下劇場」、後に「岐阜松竹」）の2館体制で開業したのが始まりである。こけら落としは『白夫人の妖恋』（豊田四郎監督）で、同作に出演した八千草薫が来館していた。岐阜市出身の神山征二郎監督は「若い頃は隣の喫茶店でお茶を飲んだ後に映画を観ていた」と述懐しており、自身のデビュー作だった『鯉のいる村』（1971年）を地下劇場で上映したこともあるという。1973年12月29日公開の『日本沈没』（森谷司郎監督）上映時は、貧血で倒れる観客が続出したという出来事がある。
1980年代以降も『ゴジラ』『ドラえもん』『男はつらいよ』シリーズなど数々のヒット作を上映してきたが、1991年、周辺で起こった火災を機に建て替え計画を加速させ、1993年1月31日に岐阜東宝と岐阜松竹を閉鎖。総工事費30億円をかけ、1995年3月22日、シネマコンプレックスを擁する地上8階・地下1階建ての商業施設ビル『CINEX』として再オープン。2020年で25周年を迎える。
2020年に最多座席数のCINEX1（290席）を閉鎖・改装し、2021年8月1日より「ぎふ葵劇場」が移転オープン。
エレベーターで上階の各スクリーン会場へ向かい、入場鑑賞する。ポイントカードサービスがあり、100円でカードを購入し6か月以内に鑑賞スタンプを5個集めると、無料映画鑑賞券（3か月有効）が1枚もらえる。
運営は岐阜土地興業株式会社である。岐阜土地興業は岐阜市内のロイヤル劇場、関市のシネックスマーゴも運営している。

## CINEXビルのフロア構成
| 階      | 入居施設                                            |
| ------- | --------------------------------------------------- |
| 8階     |                                                     |
| 7階     | ぎふ葵劇場                                          |
| 6階     | CINEX2・3・4の映写室                                |
| 5階     | CINEX2（192席）、CINEX3（88席）、CINEX4（69席）     |
| 4階     | 戸田建設 工事事務所                                 |
| 3階     |                                                     |
| 2階     | スギ薬局柳ヶ瀬中央店                                |
| 1階     | スギ薬局、モスバーガー、喫茶店「Denen」（デンエン） |
| 地下1階 | CINEXホール（イベントホール）                       |

※以前は7階にCINEX1（290席）、1・2・3階に「GAMEアクセス柳ヶ瀬店（開業当時はセガの「岐阜GIGO」）が入居していた。また地下1階は当初イタリア料理店と台湾料理店が入っていたが、程なくして貸ホールに転換されている。